# Ruderverein Rauxel 1922
Der Ruderverein Rauxel 1922 ist ein Sportverein aus Castrop-Rauxel.

## Geschichte und Lage
Der 1922 gegründete Verein verfügt über eine Tennisabteilung und eine Ruderabteilung. Der Vereinssitz ist auf der Wartburginsel im Rhein-Herne-Kanal. Dort befinden sich auch das Bootshaus und die Steganlage. Außerdem steht ein Platz für Beach-Volleyball zur Verfügung.

## Bekannte Rudersportler
Bei den Olympischen Spielen 1988 in Seoul ruderte Eckhard Schultz mit dem Deutschland-Achter zum Olympiasieg. Ebenfalls in Seoul wurde Anja Schäfer Siebte mit dem Frauenachter.
Malte Jakschik erruderte mit dem Deutschland-Achter zwei olympische Silbermedaillen, war dreimal Weltmeister und sechsmal Europameister.